# Chiesa di San Prospero (San Prospero)
La chiesa di San Prospero è la parrocchiale di San Prospero, in provincia di Modena e arcidiocesi di Modena-Nonantola; fa parte del vicariato della Bassa.

## Storia
La prima notizia certa di una chiesa a San Prospero risale al 1067, anche se sembrerebbe che è attestata anche in un atto di cinquant'anni prima.
Sul finire del XVIII secolo questa cappella versava in pessime condizioni ed era fatiscente e, così, fu demolita e sostituita dalla nuova parrocchiale, edificata nel 1779.
La struttura riportò alcuni danni durante il terremoto del 1806; nel 1865 la chiesa fu dotata del nuovo altare maggiore e alcuni anni dopo venne riedificata la facciata. Nel 1875 fu realizzato invece l'altare laterale di San Giovanni Evangelista, mentre nel 1876 vennero costruiti quelli della Vergine Immacolata e del Rosario.
Il 15 agosto 1912 fu impartita la consacrazione dall'arcivescovo di Modena Natale Bruni; le due scosse del terremoto dell'Emilia del 2012 causarono gravi danni alla chiesa.

## Descrizione

### Esterno
La facciata della chiesa, rivolta a sudest, presenta centralmente il portale d'ingresso sovrastato da una mensola sorretta da modiglioni e una finestra semicircolare ed è tripartita da quattro lesene poggianti su alti basamenti e terminanti con capitelli ionici sopra i quali si imposta il timpano di forma triangolare; ai lati vi sono i due corpi secondari delle cappelle.

### Interno
L'interno dell'edificio si compone di un'unica navata, suddivisa in quattro campate, sulla quale si aprono le cappelle laterali tra di loro comunicanti e le cui pareti sono scandite da pilastri tuscanici sorreggenti la trabeazione costituita da architrave, fregio e cornicione, sopra cui s'imposta la volta a botte; al termine dell'aula si sviluppa il presbiterio, introdotto dall'arco santo e chiuso dall'abside semicircolare.